# Riversdale Beach
Riversdale Beach est un village côtier de l'île du Nord de la Nouvelle-Zélande.

## Situation
La localité est située dans une zone d’habitats très clairsemés de la côte sud-est de l’île du Nord, à 40 kilomètres à l’est de la ville de Masterton.
C’est l’une des plus longues plages de la région de Wairarapa et qui est aussi connue pour avoir un spot de surf accessible tout le long de l’année.